# Túnel Baralt
El Túnel Baralt o Túnel de la Avenida Baralt Es el nombre que recibe una estructura en construcción que se localiza en la Cota Mil a la altura de la Avenida Baralt y forma parte de la conexión entre la Avenida Boyacá en Caracas con la Autopista Caracas-La Guaira a la altura del nuevo Viaducto número 1.
Con una extensión de 2,8 kilómetros en cada galería se trata del túnel carretero más largo de Venezuela (el túnel ferroviario del Tramo Puerto Cabello - La Encrucijada, llamado «Bárbula» o Naguanagua tiene 7.795 m). Para 2015 se había excavado ya más de 1 km de su largo.
Forma parte de un proyecto mayor de 10,3 km que consiste en la ampliación de la Avenida Boyacá e incluye el Túnel Baralt, el Distribuidor Macayapa de 5,5 km y el Viaducto Tacagua de 2 km. Sus labores de construcción comenzaron en enero de 2012.

## Datos Básicos
- Extensión: 2.800 metros
- Galerías: (2) Norte y Sur
- Ancho: 12,60 metros
- Canales de circulación: 3 por sentido.